# Joost
Joost (pronunciado 'yust') fue un sistema para la distribución de programas de televisión y otros tipos de vídeo sobre Internet que emplea tecnología peer-to-peer creado por Niklas Zennström y Janus Friis (creadores de Skype y Kazaa). Se inició en 2006 bajo el nombre clave "The Venice Project" como un software que requería ser descargado, si bien desde diciembre de 2008 pasó a existir sólo como aplicación web.

## Firmas en Joost
Cabe destacar que Joost firmó con varias compañías las cuales están autorizadas para distribuir medios (como MTV y VH1). Al hacer esto, YouTube perdió la oportunidad puesto que Joost le ganó el permiso para transmitir medios.
Otro dato importante es que este programa solo permite ver, pero no descargar como YouTube y es de uso personal. En estos momentos Joost sólo tiene algunos canales en español (12 máximo).
Actualmente Joost cuenta con una aplicación para iPod touch/iPhone que está disponible en la App Store.

## Cambios en Joost
Joost ha anunciado ahora un cambio radical en su modelo de negocio ya que pasará a convertirse en un servicio de hosting de vídeo (así como YouTube), ofreciendo su plataforma tecnológica a otras compañías, principalmente agregadores de vídeo y televisiones por cable y satélite. Esto no significa que se suprimen totalmente las emisiones de programas, pero quedan como un elemento secundario, a modo de muestra de las posibilidades que ofrece.
En el cambio de rumbo también se incluye la marcha de su CEO, Mike Volpi, que será sustituido por Matt Zelesko, hasta ahora vicepresidente tecnológico. Otra dolorosa medida será el despido del 70% de sus 90 empleados, y el cierre de la oficina que la compañía tiene en Leiden (Holanda). 

## Suspensión del servicio
El 30 de abril de 2012 la empresa anunció en su web una re-evaluación del propósito y servicio de Joost, suspendiendo el servicio de forma indefinida.